# Flavius Koczi
Flavius Koczi (n. 26 august 1987, Reșița, Caraș-Severin, România) este un gimnast român. 

## Palmares

### Campionate mondiale
- Campionatul mondial de gimnastică artistică Londra 2009
  - medalia de argint la sărituri.

### Campionate europene
- Campionatul european de gimnastică artistică masculină din Volos 2006
  - medalia de aur la cal cu mânere.
  - medalia de argint pe echipe.
- Campionatul european de gimnastică artistică din Amsterdam 2007
  - medalie de bronz la cal cu mânere.
- Campionatul de gimnastică artistică masculină din Lausanne 2008
  - medalia de bronz pe echipe.
- Campionatele europene de gimnastică individuală din 2009 din Milano 2009
  - medalie de argint la sărituri.
- Campionatul de gimnastică artistică masculină din Birmingham 2010
  - medalia de bronz la sărituri.
- Campionatul de gimnastică artistică masculină din Berlin 2011
  - medalia de aur la sol.
  - medalia de argint la concursul general individual.
  - al4-lea la sărituri.
- Campionatul european de gimnastică artistică masculină din 2012 Montpellier
  - medalia de bronz pe echipe
  - medalia de aur la sărituri